# Perbes

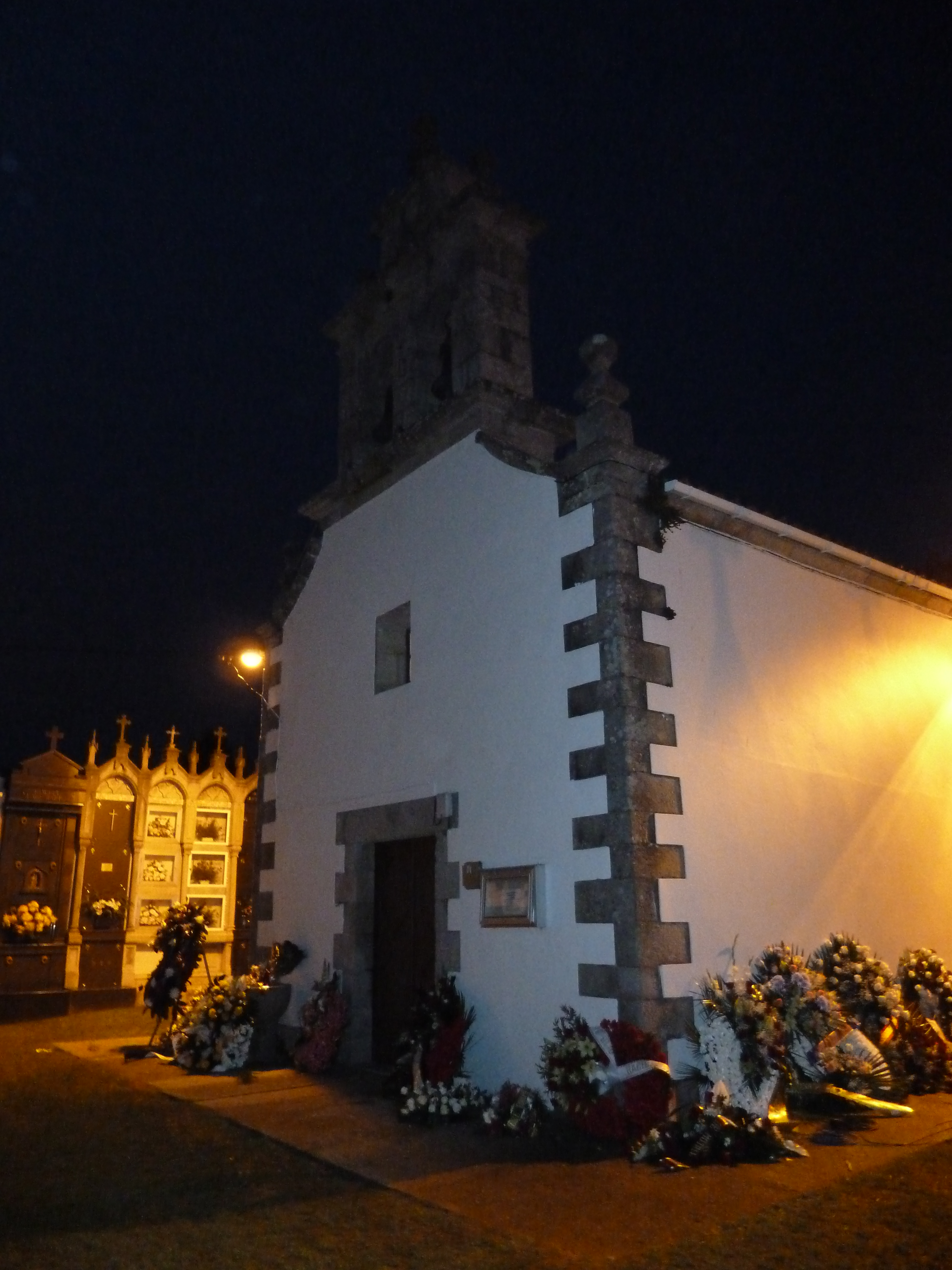
Església de San Pedro.

San Pedro de Perbes és una parròquia i localitat del municipi gallec de Miño, a la província de la Corunya.
L'any 2013 tenia una població de 622 habitants agrupats en 26 entitats de població: Allares, A Amieira, Bermaño, Berrugueiras, Bollo, Caldeviñas, O Couto, O Covo, Os Currás, O Curro, O Fondal, A Fonte da Leira, A Fonte, A Granxa, A Leira, Nigrofe, O Pedregal, Perbes, A Picota, O Quinteiro, Río de Bañobre, Sambollo, O Terrón, A Torre, A Vesada i As Viñas.
Entre el seu patrimoni cal destacar l'església de San Pedro. En el seu cementiri parroquial hi estan enterrats l'expresident de la Xunta de Galicia Manuel Fraga Iribarne i la seva esposa Carmen Estévez, que estiuejaven a la localitat.